# 陈文彬 (1904年)
陈文彬（1904年4月—1982年11月11日），本名陈清金，男，台湾冈山人，语言学家、政治人物，第三、四、五届中國人民政治協商會議全國委員會委員。

## 生平
1904年生于台湾鳳山廳冈山燕巢村（今高雄市燕巢區）。1921年毕业于燕巢公学校，进入五年制台中一中就读，与宋斐如、谢东闵等是同学。1924年，他因为用脚拨起放在地上的步枪而遭到日本教官的毒打，随即号召全班同学罢课，抗议日本教育，为此被校方勒令退学。退学后，他只身渡過台灣海峽，同年9月进入上海私立法政学院就读，肄业一年。1925年上海五卅惨案后，转赴日本留学，1931年毕业于法政大学文学部哲学系社会学科。
1931年他到上海投奔李剑华，并先后在中国公学、复旦大学任教。期间结识了关露等左翼人士，并传播马克思主义。关露被捕后，他被迫离开上海，再次流亡日本，在东京法政大学及立教大学任教。1940年，他几次拒绝日本在中國大陸扶植的傀儡政權汪精卫国民政府让他当“教育部长”的邀请。1945年在日本东京参与筹备成立“台湾同乡会”和“旅日华侨总会”，并被选为会长。
1946年返回台湾，任教于国立台湾大学文学院和台湾师范学院，同时任《人民导报》总主笔，后任台北建国中学校长。1947年2月参加二二八事件，遭中国国民党通缉撤职，被捕入狱，《人民导报》社也随之被查封。1947年5月，他由范寿康保释出狱，在家乡停留了一段时间后，又到台北的台湾省通志馆任编审。1949年5月由台湾经香港抵达天津。
1950年至1962年，任教于中国人民大学国文教研室，兼任中央人民政府教育部社会教育司研究员，并在文字改革委员会从事文字改革工作。期间还受邀参加台盟总部成立的“对台宣传写稿小组”。1962年8月，转任商务印书馆编审。文化大革命期间受到冲击，下放至湖北咸宁五七干校劳动。1979年当选台湾民主自治同盟第二届总部理事会理事。
1982年11月11日在北京病逝。12月16日，追悼会在八宝山革命公墓礼堂举行。时任中华人民共和国文化部部长朱穆之、中國人民政治協商會議全國委員會副主席周培源、日本学者安藤彦太郎等参加了追悼会。遗嘱为“将骨灰一分为二，一半留在首都北京，一半撒在故乡土地。”。被台灣公認認定為共產黨匪諜滲透台灣叛亂。

## 家庭
祖先是郑成功的部下，几代以来都定居于半屏山下。1915年，祖父因牵连西來庵事件被日警逮捕拷问致死。
- 妻子：何灼华，台湾嘉义人，毕业于日本东京昭和医学专门学校[16]。1929年结婚。2006年3月逝世[17]。
- 长女：陈蕙娟（1930年8月16日ー2021年7月13日），翻译家，曾在华北大学学习俄语，后任中国国旅集团有限公司译审。2011年获中国翻译协会“资深翻译家”表彰。
- 次女：陈蕙贞（1932年6月14日－2005年1月4日），后改名陈真，曾任北京新华广播电台主持人、NHK中国语讲座讲师。

## 出版物
长期从事文字改革研究，发表《拼音文字中的同音词问题的初步研究》《词儿连写的演变、办法和问题》《日本的文字改革问题》《对汉字简化第一表中的一些字的说明》和《北京话多音词发展的趋势和速度》等。参加过《毛泽东选集》一、二、三、四卷的日文版翻译工作。译有《中国文字的演变》（汉译日）等。也曾为中国国际广播电台和日文版《人民中国》杂志主讲并编写《中国语课本》。
著有《中国新刑法总论》，1936年由上海商务印书馆出版。全书由绪论和本论两个部分组成。